# Nobara no Julie
Nobara no Julie (яп. 野ばらのジュリー Нобара но Дзюри:, «Джули, дикая роза») — японский аниме-сериал состоящий из 13 серий, созданный на студии Dax International. Транслировался по каналу TV Tokyo в период с 4 января 1979 года по 5 апреля 1979 года. Аниме-сериал также был дублирован на итальянском языке.

## Сюжет
Сюжет разворачивается в Австрии, в конце Первой мировой войны. Джули — 12-летняя девочка, дочь фермеров из Тироля, остаётся сиротой после того, как её родители погибли во время воздушной бомбардировки. Из-за войны Джули вынуждена покинуть свой родной Тироль и отправиться жить к своему дяде Карлу, который работает на стекольном заводе в Вене. Деревенской девочке приходится привыкнуть к своей новой семье и порядкам венского общества.

## Роли озвучивали
- Итидзё Миюки — Джули
- Кавасима Тиёко — Тания
- Мицуя Юдзи — Алан
- Наката Аяко — Каролин
- Икэмидзу Митихиро — Карл
- Кагава Коуко — Клара
- Ясухара Ёсито — Йохан
- Танака Маюми — Генрих
- Сайкати Рюдзи — Оскар
- Ямасита Кэйсукэ — Харви
- Хираи Митико — Терезия
- Нараока Томоко — Рассказчик

## Музыка
Начальная композиция всех серий — «Дикая роза» (яп. 野ばら Нобара), написанная Францем Шубертом на стихи Иоганна Вольфганга фон Гёте.
В конце же серий звучат разные классические мелодии в переводе на японский: «Горный йодль» (тирольская народная песня), «Военный марш» (Шуберт), «На прекрасном голубом Дунае» (Иоганн Штраус), «Der Lindenbaum» / «Липа» (Шуберт) и «Лорелей» (Шуберт).

## Список серий
1. Девочка из Тироля (チロルから来た女の子)
2. Смелая ученица по обмену (いさましい転校生)
3. Неудачный вальс и неуклюжий ангел (意地悪ワルツとしくじり天使)
4. Закат на небе и пикник (夕やけ空とピクニック)
5. Глядя на мечты (夢を見つめて)
6. Потерянная мечта (迷子になった夢)
7. Гляделки на скамейке на зимнем ветру (木枯らしベンチのにらめっこ)
8. Молитва стеклу (ガラスにかけた祈り)
9. Маленький секрет (小さなひみつ)
10. Маленький первоцвет (小さな雪わり草)
11. Вальс в весеннем ветерке (春風のワルツ)
12. Вести из Тироля (チロルからの便り)
13. Море диких роз (野ばらの海)